# الضباب في المرأة (رواية)
الضباب في المرآة (بالإنجليزية: The Mist in the Mirror)‏ هي رواية للكاتبة البريطانية سوزان هيل، نشرت عام 1992، لأول مرة عن دار نشر سنكلير ستيفنسون. عنوانها بالكامل الضباب في المرآة: قصة شبح، تدور أحداث الرواية حول رحالة يُدعى السير جيمس مونماوث ومطاردته لمستكشف يُدعى كونراد فاين.

## الملخص
قضى السير جيمس مونماوث معظم حياته في السفر. وبعد وفاة والديه قام ولي أمره بتربيته. لاحقًا، وصل إلى إنجلترا بهدف اكتشاف المزيد عن نفسه وهوسه بالمستكشف كونراد فاين. بعد تحذيره من اتباع أثره، يواجه السير جيمس بعض الأحداث غير العادية - من هو الصبي الصغير الغامض والحزين والمرأة العجوز خلف الستار؟ ولماذا لا يسمع إلا الصراخ المخيف والنحيب اليائس؟.